# Campionato italiano femminile di canoa polo
Il Campionato femminile di canoa polo è attualmente formato da una sola serie (A) costituita, nel 2025, da 8 squadre provenienti da tutta Italia. È suddiviso in due fasi: la prima a girone all'italiana, la seconda costituita dai play-off scudetto a cui accedono le prime quattro classificate nella regular season.

## Squadre partecipanti
Squadre partecipanti al Campionato 2022
| Squadra                     | Città    |
| --------------------------- | -------- |
| Canoe Rovigo                | Rovigo   |
| Canottieri Eur              | Roma     |
| Canottieri Ichnusa          | Cagliari |
| Circolo Nautico Palermo     | Palermo  |
| Circolo Nautico Posillipo   | Napoli   |
| Gr. Sp. Catania             | Catania  |
| Jomar Club Catania          | Catania  |
| L.N.I. Taranto              | Taranto  |
| M.M. Nazario Sauro          | Trieste  |
| Pol. Canottieri Catania     | Catania  |
| Polisportiva Nautica Katana | Catania  |

## Albo d'oro
| Edizione   | 1º posto (Campione d'Italia)                     | 2º posto                                         | 3º posto                                         |
| ---------- | ------------------------------------------------ | ------------------------------------------------ | ------------------------------------------------ |
| 1999 (1ª)  | CUS Catania                                      | ?                                                | ?                                                |
| 2000 (2ª)  | A.d.F. Torino                                    | ?                                                | ?                                                |
| 2001 (3ª)  | CPPC Milano                                      | CUS Catania                                      | A.d.F. Torino                                    |
| 2002 (4ª)  | Circolo Nautico Posillipo                        | ?                                                | ?                                                |
| 2003 (5ª)  | Circolo Nautico Posillipo                        | A.d.F. Torino                                    | CUS Catania                                      |
| 2004 (6ª)  | Circolo Nautico Posillipo                        | A.d.F. Torino                                    | CUS Catania                                      |
| 2005 (7ª)  | Circolo Nautico Posillipo                        | ?                                                | ?                                                |
| 2006 (8ª)  | Circolo Nautico Posillipo                        | CK GZ Academy                                    | Pol.Nautica Katana                               |
| 2007 (9ª)  | Pol.Nautica Katana/CK Academy                    | Circolo Nautico Posillipo                        | ?                                                |
| 2008 (10ª) | Circolo Nautico Posillipo                        | Pol.Nautica Katana                               | ?                                                |
| 2009 (11ª) | Pol. Canott. Catania                             | Circolo Nautico Posillipo                        | Canoa Club Bologna                               |
| 2010 (12ª) | Circolo Nautico Posillipo                        | Pol. Canott. Catania                             | Canoa Club Bologna                               |
| 2011 (13ª) | Pol. Canott. Catania                             | Circolo Nautico Posillipo                        | S. C. Ichnusa                                    |
| 2012 (14ª) | Circolo Nautico Posillipo                        | Pol. Canott. Catania                             | Gruppo Sportivo Catania                          |
| 2013 (15ª) | Pol. Canott. Catania                             | SS Lazio Canoa Polo                              | Gruppo Sportivo Catania                          |
| 2014 (16ª) | Pol. Canott. Catania                             | SS Lazio Canoa Polo                              | Canoe Rovigo                                     |
| 2015 (17ª) | Pol. Canott. Catania                             | SS Lazio Canoa Polo                              | Gruppo Sportivo Catania                          |
| 2016 (18ª) | Pol. Canott. Catania                             | SS Lazio Canoa Polo                              | Ferrara                                          |
| 2017 (19ª) | Pol. Canott. Catania                             | Gruppo Sportivo Catania                          | CK Academy                                       |
| 2018 (20ª) | Pol. Canott. Catania                             | Canoe Rovigo                                     | 'C.C. Aniene                                     |
| 2019 (21ª) | Pol. Canott. Catania                             | C.C. Aniene                                      | Canoe Rovigo                                     |
| 2020       | Campionato annullato per la pandemia di COVID-19 | Campionato annullato per la pandemia di COVID-19 | Campionato annullato per la pandemia di COVID-19 |
| 2021 (22ª) | Pol. Canott. Catania                             | C.C. Aniene                                      | Canoe Rovigo                                     |
| 2022 (23ª) | Pol. Canott. Catania                             | Canoe Rovigo                                     | Circolo Nautico Posillipo                        |
| 2023 (24ª) | Canoe Rovigo                                     | Pol. Canott. Catania                             | Circolo Nautico Posillipo                        |
| 2024 (25ª) | S. C. Ichnusa                                    | Canoe Rovigo                                     | Circolo Nautico Posillipo                        |
| 2025 (26ª) | Canottieri Jonica                                | Canoe Rovigo                                     | S. C. Ichnusa                                    |

## Statistiche

### Titolo per squadra
| Squadra                       | Titoli | Edizioni                                                               |
| ----------------------------- | ------ | ---------------------------------------------------------------------- |
| Pol. Canott. Catania          | 12     | 2009, 2011, 2012, 2013, 2014, 2015, 2016, 2017, 2018, 2019, 2021, 2022 |
| Circolo Nautico Posillipo     | 7      | 2002, 2003, 2004, 2005, 2006, 2008, 2010                               |
| CUS Catania                   | 1      | 1999                                                                   |
| A.d.F. Torino                 | 1      | 2000                                                                   |
| CPPC Milano                   | 1      | 2001                                                                   |
| Pol.Nautica Katana/CK Academy | 1      | 2007                                                                   |
| Canoe Rovigo                  | 1      | 2023                                                                   |
| Società Canottieri Ichnusa    | 1      | 2024                                                                   |
| Canottieri Jonica             | 1      | 2025                                                                   |